# Dendrobium wekainense
Dendrobium wekainense är en orkidéart som beskrevs av Paul Ormerod. Dendrobium wekainense ingår i släktet Dendrobium, och familjen orkidéer. Inga underarter finns listade i Catalogue of Life.